# Acht große Hutuktus aus Qinghai
| Tibetische Bezeichnung                                                    |
| ------------------------------------------------------------------------- |
| Tibetische Schrift: མཚོ་སྔོན་གྱི་ཧོ་ཐོག་ཐུ་ཆེན་པོ་རྣམ་པ་བརྒྱད                          |
| Wylie-Transliteration: mtsho sngon gyi ho thog thu chen po rnam pa brgyad |
| Chinesische Bezeichnung                                                   |
| Vereinfacht: 青海八大呼图克图; 京八大呼图克图                             |
| Pinyin:Qingbai ba da hutuketu; Jing ba da hutuketu                        |

Acht große Hutuktus aus Qinghai (tibetisch  mtsho sngon gyi ho thog thu chen po rnam pa brgyad) waren acht hochrangige Vertreter (siehe Kuutuktu) bedeutender Inkarnationsreihen des tibetisch-mongolischen Buddhismus aus Qinghai, die in der Zeit der Qing-Dynastie in der Hauptstadt Peking residierten.
Sie werden auch Acht große Hutuktus in der Hauptstadt/Peking genannt.

## Übersicht
- Cangkya  (lcang skya)
- Akya (a kya)
- Serthri (gser khri)
- Tongkor (stong skor)
- Lakho (ra kho)
- Mindröl (smin grol)
- Chusang (chu bzang)
- Thuken (thu'u bkvan)